# Convenzioni dell'Aia del 1899 e del 1907

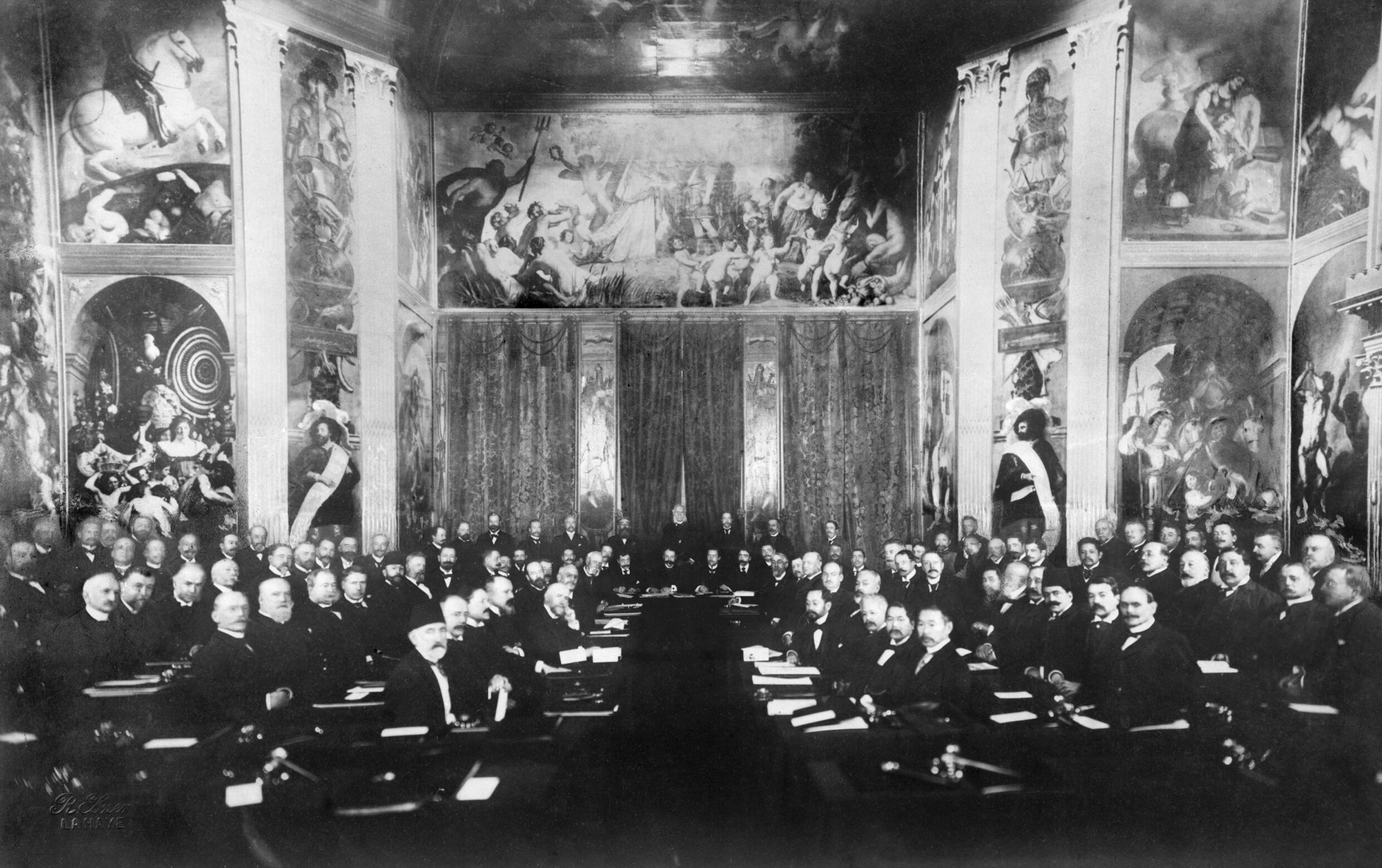
La prima conferenza dell'Aia del 1899: una riunione nella Sala d'Orange del palazzo Huis ten Bosch

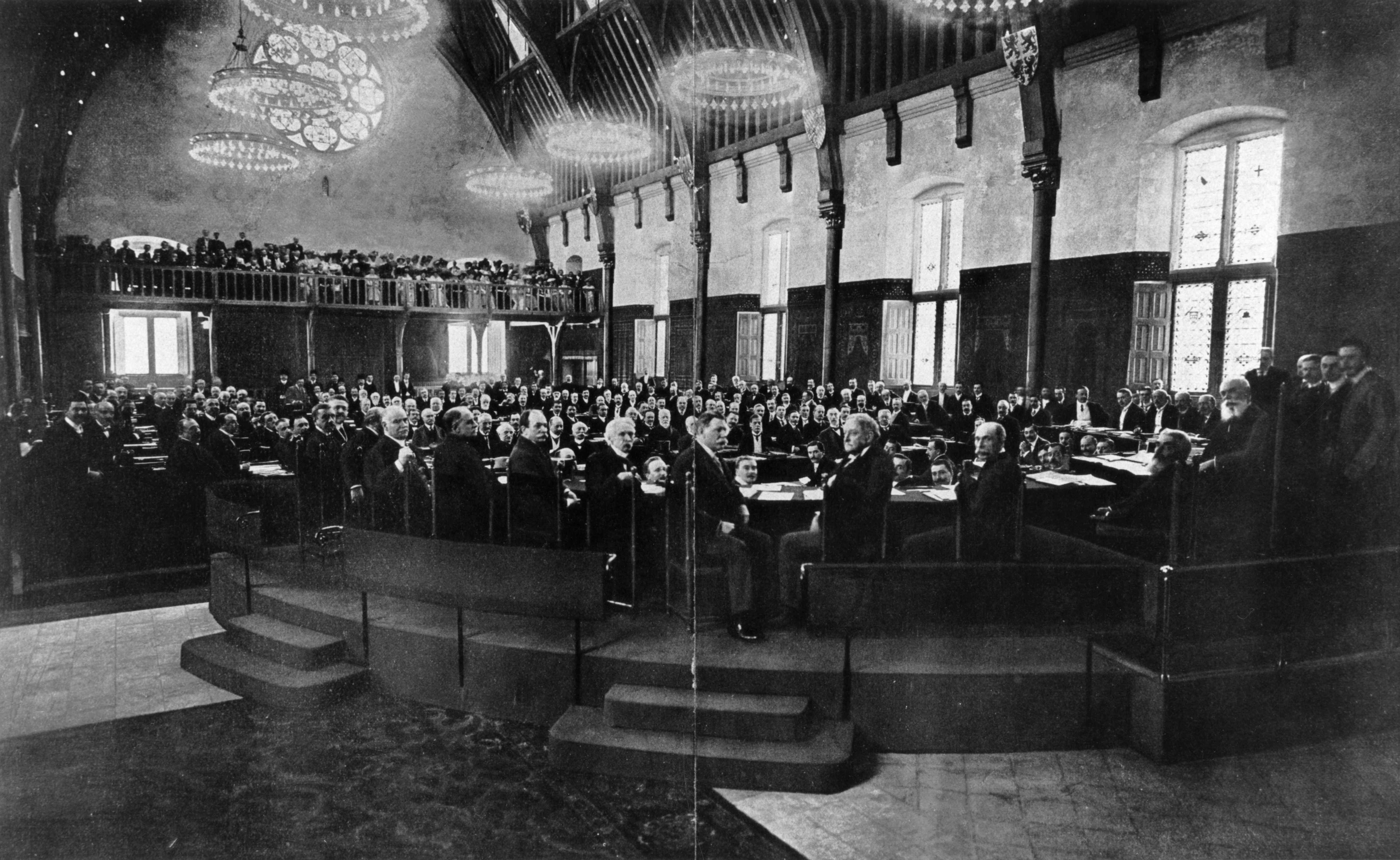
La seconda conferenza del 1907

Le convenzioni dell'Aia del 1899 e del 1907 sono una serie di trattati internazionali stipulati in occasione di due conferenze internazionali per la pace tenutesi all'Aia nel 1899 e nel 1907.

## Antefatto
Le conferenze furono convocate dallo zar Nicola II di Russia per discutere i principi del diritto bellico, apportare delle modifiche alla convenzione di Ginevra del 1864, istituire una corte permanente e limitare l'uso di armamenti mediante apposite convenzioni internazionali. La prima conferenza si tenne dal 18 maggio al 29 luglio del 1899 e vi parteciparono i rappresentanti di 26 Stati presieduti dal barone russo Egor Egorovič Staal, la seconda, dal 15 luglio al 17 ottobre 1907, vide la partecipazione di 44 stati e la proposta di convocazione da parte del presidente degli Stati Uniti Theodore Roosevelt.

## La prima conferenza di pace (1899)

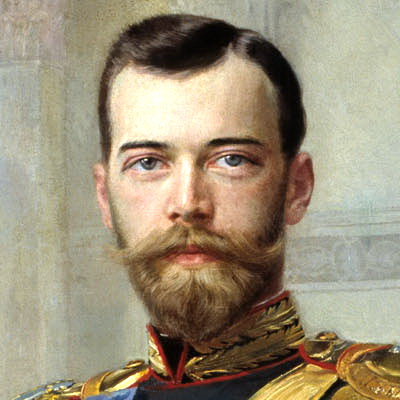
Lo zar Nicola II

La prima conferenza di pace venne proposta il 29 agosto 1898 dallo zar russo Nicola II. Egli e il conte Michail Nikolaevič Murav'ëv, suo ministro degli esteri, si mossero affinché la conferenza si svolgesse il più rapidamente possibile.
La conferenza si aprì il 18 maggio 1899, giorno del compleanno dello zar. Parteciparono 26 Stati e imperi che governavano la grande maggioranza del territorio mondiale.
Durante la conferenza si posero le basi per la definizione del moderno diritto bellico e per la costituzione della Corte permanente di arbitrato, la più antica istituzione con giurisdizione sovranazionale tuttora in vigore per la risoluzione di dispute internazionali, e si discussero convenzioni per il disarmo e la limitazione di armamenti altamente nocivi. Si fece riferimento alla conferenza di Bruxelles del 1874 per "sottoporre a revisione le leggi e gli usi generali della guerra, sia per meglio determinarli, sia per tracciar loro certi limiti, affine di mitigarne per quanto è possibile l'asprezza".
La convenzione venne firmata il 29 luglio dello stesso anno ed entrò in vigore il 4 settembre 1900.

## Convenzioni della prima conferenza di pace
Il trattato si componeva di tre convenzioni e tre dichiarazioni addizionali:
- I risoluzione pacifica dei conflitti internazionali. Questa sezione comprende la creazione della Corte permanente di arbitrato.
- II: leggi della guerra terrestre.
- III: adattamento alla guerra marittima dei principi della convenzione di Ginevra del 1864.
- Dichiarazione I: sul lancio di proiettili ed esplosivi da palloni aerostatici.
- Dichiarazione II: sull'uso di proiettili il cui oggetto è la diffusione di gas asfissianti o deleteri.
- Dichiarazione III: sull'uso di proiettili che si espandono od appiattiscono facilmente all'interno del corpo umano.

## La seconda conferenza di pace (1907)
I lavori della seconda conferenza di pace (L'Aja, 15 luglio - 17 ottobre 1907) si svolse tra il 15 giugno e l'8 ottobre 1907, per allargare il campo normativo della originale convenzione dell'Aia, modificandone tuttavia alcune parti e aggiungendone altre, con un'attenzione particolare rivolta alla guerra navale. Fu firmata il 18 ottobre 1907 ed entrò in vigore il 26 gennaio 1910.
In quest'occasione venne ratificata la convenzione istitutiva della Corte permanente di arbitrato e furono firmate varie convenzioni di diritto bellico. La conferenza venne sempre promossa dallo zar russo Nicola II con il suggerimento del presidente statunitense Roosevelt. Vi parteciparono 44 Paesi, tra cui tutti gli Stati latino-americani.
La delegazione britannica includeva Donald James Mackay, Sir Ernest Satow e Eyre Crowe. La delegazione russa era guidata da Fyodor Martens. La delegazione brasiliana era condotta dallo statista Ruy Barbosa de Oliveira, il cui contributo fu fondamentale per la difesa del principio dell'uguaglianza giuridica delle nazioni.
La convenzione fu firmata, ma mai ratificata dal Regno d'Italia (con l'eccezione della X convenzione con regio decreto 15 dicembre 1936 n. 2233, ratificata il 15 febbraio 1937) e, sebbene ritenuta corrispondente al diritto consuetudinario, per il mancato deposito delle ratifiche per essa non fu mai in vigore.

## Convenzioni della seconda conferenza di pace
Il trattato si componeva di tredici convenzioni, dodici delle quali furono ratificate dagli Stati ed entrarono quindi in vigore:
- I - Composizione pacifica delle controversie internazionali (PDF), su admin.ch.
- II - Limitazione dell'impiego della forza per il recupero dei debiti contratti
- III - Apertura delle ostilità (PDF), su admin.ch. URL consultato il 30 aprile 2019 (archiviato dall'url originale il 23 aprile 2005).
- IV - Leggi e consuetudini della guerra terrestre (PDF), su admin.ch.
- V - Diritti e doveri delle Potenze neutrali e delle persone in caso di guerra terrestre (PDF), su admin.ch.
- VI - Status delle navi mercantili nemiche allo scoppio delle ostilità (PDF), su admin.ch. URL consultato il 30 aprile 2019 (archiviato dall'url originale il 23 aprile 2005).
- VII - Conversione delle navi mercantili in navi da guerra (PDF), su admin.ch. URL consultato il 30 aprile 2019 (archiviato dall'url originale il 23 aprile 2005).
- VIII - Messa in posa di mine sottomarine a percussione automatica (PDF), su admin.ch. URL consultato il 30 aprile 2019 (archiviato dall'url originale il 23 aprile 2005).
- IX - Bombardamento di forze navali in tempo di guerra (PDF), su admin.ch. URL consultato il 30 aprile 2019 (archiviato dall'url originale il 24 ottobre 2004).
- X - Adattamento alla guerra marittima dei principi della Convenzione di Ginevra
- XI - Di alcune restrizioni circa l'esercizio del diritto di cattura nella guerra navale (PDF), su admin.ch. URL consultato il 30 aprile 2019 (archiviato dall'url originale il 23 aprile 2005).
- XII - Creazione di una Corte Internazionale per le catture sul mare (non ratificata)[4]
- XIII - Diritti e doveri delle Potenze neutrali nella guerra navale (PDF), su admin.ch. URL consultato il 30 aprile 2019 (archiviato dall'url originale il 23 aprile 2005).

Furono inoltre firmate due dichiarazioni:
- Dichiarazione I - Dichiarazione concernente la proibizione di lanciare proiettili esplodenti dall'alto dei palloni (PDF), su admin.ch.
- Dichiarazione II - sull'obbligatorietà dell'arbitrato